# A budapesti Ferenc körút épületeinek listája
Az alábbi lista a budapesti Nagykörút Ferenc körúti részének épületeit tartalmazza.

## Számozási rendszere
A Nagykörút teljes hossza a Margit hídtól a Petőfi hídig 4141 méter. Számozásának iránya, a páros-páratlan oldalak váltakoznak. Egyes részeinek hossza és számozása az alábbi módon alakul:
- Szent István körút: 553 m, Jászai Mari tér – Nyugati tér:
1–29. (Balassi B. u. > Bajcsy-Zs. út), 2–30. (Pozsonyi u. > Váci út.)
- Teréz körút: 1054 m, Nyugati tér – Király u.:
57–1. (Nyugati pu. < Andrássy út), 62–2. (Jókai u. < Andrássy út)
- Erzsébet körút: 764 m, Király u. – Blaha Lujza tér:
53–1. (Városliget felőli, külső oldal), 58–2. (Duna felőli, belső oldal)
- József körút: 1223 m, Blaha Lujza tér – Üllői út:
3[1]–87. (Duna felőli, belső oldal), 2–86. (Rákóczi tér felőli, külső oldal)
- Ferenc körút: 556 m, Üllői út  – Boráros tér:
45–1. (Üllői út < Soroksári út), 58–2. (Angyal István park < Ráday utca)

A Nagykörút szélessége teljes hosszában 37,92 méter, így felülete 157 027 m2. Mérete a mindössze 124 944 m2 területű Városmajorral összehasonlítva könnyen érzékeltethető.
A körút tengerszint feletti legmagasabb pontja a Nyugati pályaudvar előtt van, 106,09 méterrel a tenger szintje felett. (A Duna normál szintjéhez viszonyítva 10,69 méter magasan.) Ettől a ponttól az út nyomvonala mindkét híd irányába egyaránt lejt, a József körút közepe táján 104,16 méter, míg a legalacsonyabb pontját a Boráros térnél elérve, 103,33 méteres tengerszint feletti magasságon. A 2,76 méteres terepkülönbséget – ekkora távolságban – az emberi szem nem érzékeli. A magassági viszonyok a körút alatt húzódó főgyűjtőcsatorna esését megfelelően tudják tehát biztosítani.
A házszámozás a Nagykörút két vége, vagyis a Duna felől, illetve középen a Blaha Lujza tértől növekvő irányú. A Nyugati térnél és az Üllői útnál megfordul, tehát innen a számok csökkennek. Az irány megváltozásával a páros-páratlan oldalak is felcserélődnek, vagyis a Szent István krt., József krt. külső oldala páros, míg a Teréz krt., Erzsébet krt., Ferenc krt. belső, Kiskörút felőli oldala.

## 1–10.
| Kép | Házszám | Név                | Építés ideje | Tervező           | Megjegyzés | További képek a Wikimédia Commonson |
| --- | ------- | ------------------ | ------------ | ----------------- | ---------- | ----------------------------------- |
|     | 1.      | Virava-bérház      | 1890         | Eckermann Ede     |            |                                     |
|     | 2-4.    | Schlesinger-bérház | 1893         | Quittner Zsigmond |            |                                     |
|     | 3.      | Amon-bérház        | 1895         |                   |            |                                     |
|     | 5.      | Amon-bérház        | 1900 k.      |                   |            |                                     |
|     | 6.      | Amon-bérház        | 1905         |                   |            |                                     |
|     | 7.      | Rittinger-bérház   | 1884         |                   |            |                                     |
|     | 8.      | Rolffy-bérház      | 1882         | Tifkovits István  |            |                                     |
|     | 9-11.   | Rittinger-bérház   |              |                   |            |                                     |
|     | 10.     | Amon-bérház        | 1895         |                   |            |                                     |

## 11–20.
| Kép | Házszám | Név             | Építés ideje   | Tervező                                    | Megjegyzés | További képek a Wikimédia Commonson |
| --- | ------- | --------------- | -------------- | ------------------------------------------ | ---------- | ----------------------------------- |
|     | 12.     | Schubert-bérház | 1894 vagy 1895 | Schubert Ármin                             |            |                                     |
|     | 13.     | bérház          | 1895           | Paulheim József                            |            |                                     |
|     | 14.     | Amon-bérház     | 1896           |                                            |            |                                     |
|     | 15.     | Amon-bérház     | 1898 k.        | Láng Adolf                                 |            |                                     |
|     | 16.     | Spiess-bérház   | 1890 vagy 1891 |                                            |            |                                     |
|     | 17.     | Amon-bérház     | 1898 k.        | Láng Adolf                                 |            |                                     |
|     | 18.     | Loser-bérház    | 1894           | Baumann Károly Bernát, Kölber Károly Lajos |            |                                     |
|     | 19-21.  | Pollák-bérház   | 1905–1906      | Jónás Dávid                                |            |                                     |
|     | 20.     | Braun-bérház    | 1891           | Hirsch József                              |            |                                     |

## 21–30.
| Kép | Házszám | Név              | Építés ideje   | Tervező                                                     | Megjegyzés | További képek a Wikimédia Commonson |
| --- | ------- | ---------------- | -------------- | ----------------------------------------------------------- | ---------- | ----------------------------------- |
|     | 22.     | Braun-bérház     | 1891 vagy 1902 | Hirsch József                                               |            |                                     |
|     | 23.     | Gomperz-bérház   | 1897           | Wellisch Sándor, Wellisch Gyula                             |            |                                     |
|     | 24.     | bérház           | 1894           | Wellisch Sándor, Wellisch Gyula                             |            |                                     |
|     | 25.     | Schiffer-bérház  | 1903–1904      | Schwarcz Jenő és Horváth Antal                              |            |                                     |
|     | 26.     | Bodánszky-bérház | 1896–1897      | Malatinszky Elek, Skacel József                             |            |                                     |
|     | 27.     | Schermann-bérház | 1903 vagy 1904 |                                                             |            |                                     |
|     | 28.     | Amon-bérház      | 1890           |                                                             |            |                                     |
|     | 29.     | Perndl-bérház    | 1904           | Paulheim Flóris, Paulheim János vagy Kosztolányi-Kann Gyula |            |                                     |
|     | 30.     | Braun-bérház     | 1892–1893 k.   | Hirsch József                                               |            |                                     |

## 31–40.
| Kép | Házszám | Név                          | Építés ideje   | Tervező                                    | Megjegyzés | További képek a Wikimédia Commonson |
| --- | ------- | ---------------------------- | -------------- | ------------------------------------------ | ---------- | ----------------------------------- |
|     | 31.     | Reich-bérház                 | 1892           | Berkovits Gusztáv                          |            |                                     |
|     | 32.     | Amon-bérház                  | 1891–1892      | Quittner Zsigmond                          |            |                                     |
|     | 33.     | Deines-bérház/Schwarz-bérház | 1887–1888      | Wellisch Sándor, Wellisch Gyula            |            |                                     |
|     | 34.     | Braun-bérház                 | 1892           | Hirsch József                              |            |                                     |
|     | 35.     | Liszkay-bérház               | 1893           | Liszkay Boldizsár, Hudetz Antal            |            |                                     |
|     | 36.     | Pálffy-bérház                | 1894–1895      | Baumann Károly Bernát, Kölber Károly Lajos |            |                                     |
|     | 37.     | Amon-bérház                  | 1905           |                                            |            |                                     |
|     | 38.     | Amon-bérház                  | 1889           |                                            |            |                                     |
|     | 39.     | bérház                       | 1893 vagy 1902 |                                            |            |                                     |
|     | 40.     | Amon-bérház                  | 1893           |                                            |            |                                     |

## 41–50.
| Kép | Házszám | Név                            | Építés ideje | Tervező                         | Megjegyzés                       | További képek a Wikimédia Commonson |
| --- | ------- | ------------------------------ | ------------ | ------------------------------- | -------------------------------- | ----------------------------------- |
|     | 41.     | Stern-bérház                   | 1892         | Wellisch Sándor, Wellisch Gyula |                                  |                                     |
|     | 42.     | Torday-bérház                  | 1888–1889    | Ulrich Keresztély               |                                  |                                     |
|     | 43.     | Amon-bérház                    | 1902         | Malatinszky Elek, Skacel József |                                  |                                     |
|     | 44.     | Amon-bérház                    | 1887         |                                 |                                  |                                     |
|     | 45-51.  | Mária Terézia-/Kilián-laktanya | 1845–1846    | Hild József                     | A páratlan oldal utolsó épülete. |                                     |
|     | 46.     | modern társasház               | 1960 k.      |                                 | A páros oldal utolsó épülete.    |                                     |

## Egyéb irodalom, hivatkozások
- Pilkhoffer Mónika: Lang Adolf építész munkássága; Terc Kft., Budapest, 2017, ISBN 9786155445453
- Rozsnyai József: Neobarokk építészet Magyarországon az Osztrák–Magyar Monarchia idején különös tekintettel Meinig Arthur építész munkásságára, 2011 (doktori disszertáció, könyv formában nem jelent meg)
- Nagykörút Portálprogram